# پوگوژاوکا (استان اوپوله)
پوگوژاوکا (به لهستانی: Pogorzałka) یک منطقهٔ مسکونی در لهستان است که در گمینا بچنا واقع شده‌است.